# Polla voraria
Polla voraria är en fjärilsart som beskrevs av William Schaus 1901. Polla voraria ingår i släktet Polla och familjen mätare. Inga underarter finns listade i Catalogue of Life.